# Диметилфумарат
Диметилфумарат — диметиловый эфир фумаровой кислоты. Находит применения для лечения некоторых кожных заболеваний, а также в качестве биоцида (прежде всего, фунгицида).

## Применение в медицине
Диметилфумарат впервые был использован для лечения псориаза в 1950-х годах, а в 1994 году был разрешён в Германии в составе смеси эфиров фумаровой кислоты как лекарственное средство (Fumaderm). В настоящее время это основное средство для лечения тяжёлых форм псориаза в германоязычных странах. Также данное соединение может применяться для лечения рассеянного склероза (успешно завершена третья фаза испытаний), липоидного некробиоза, кольцевидной гранулёмы, саркоидоза, очаговой алопеции, гранулёматозного хейлита, афт, красного волосяного лишая и т. д. Проводятся также испытания пригодности диметилфумарата для лечения рака, болезни Хантингтона, малярии, ВИЧ и других заболеваний. с 2018 года входит в Перечень ЖНВЛП

## Другие области применения
Диметилфумарат использовался в качестве биоцида в мебели и обуви для предотвращения развития плесени, однако после случаев аллергии у потребителей Евросоюз  запретил его использование в данной области с 1998 года, а в 2009 году был запрещён также импорт продукции, содержащей диметилфумарат.